# 男色
男色（なんしょく）とは、男性同士の性愛（男性同性愛）を指す言葉である。女色（女性の異性愛）の対語に相当する。中国伝来の言葉であり、発音は異なるが朝鮮半島でも用いられる。日本に入ってきてからは寺院や武家社会、歌舞伎の世界などで独自に発展を遂げた（衆道参照）。

## 概要
古代ギリシャのアテナイなどにおいて、男色（少年愛）は公然と行われており、プラトンの著作（『プロタゴラス』『饗宴』『パイドロス』など）でも、頻繁に描かれている。
かつて欧米列強の植民地とされたアジア・アフリカその他の諸国や、イスラム原理主義の影響が強い地域においては、イスラーム・キリスト教的倫理観の影響により、当事者の性別を問わず同性愛に対する否定的な傾向が強い。
しかし、近年ではヨーロッパを中心に同性愛者に対する肯定的な環境の変化が進んでおり、同性結婚が合法化、夫婦に準じる権利を同性カップルにも認めるパートナーシップ制度などが整備されている国・地域もある（詳細は「同性結婚の項目」を参照）。

## 日本の男色
日本が近代化・西欧化を推し進めていた1873年に明治政府にある建白書が提出された。その中で、江戸時代以前の男色の主要な関係性が3つ挙げられている。
1. 僧侶と稚児
2. 大名と寵童
3. 武士同士の義兄弟関係

このうち、衆道と呼ばれる関係性は2と3である。その男性が属しているコミュニティ外の人間との関係や、年功序列に沿わない性交渉を伴う関係は（実際には陰間などがあったにせよ）厳密には男色には含まれていなかった。